# Sulpicio Lines

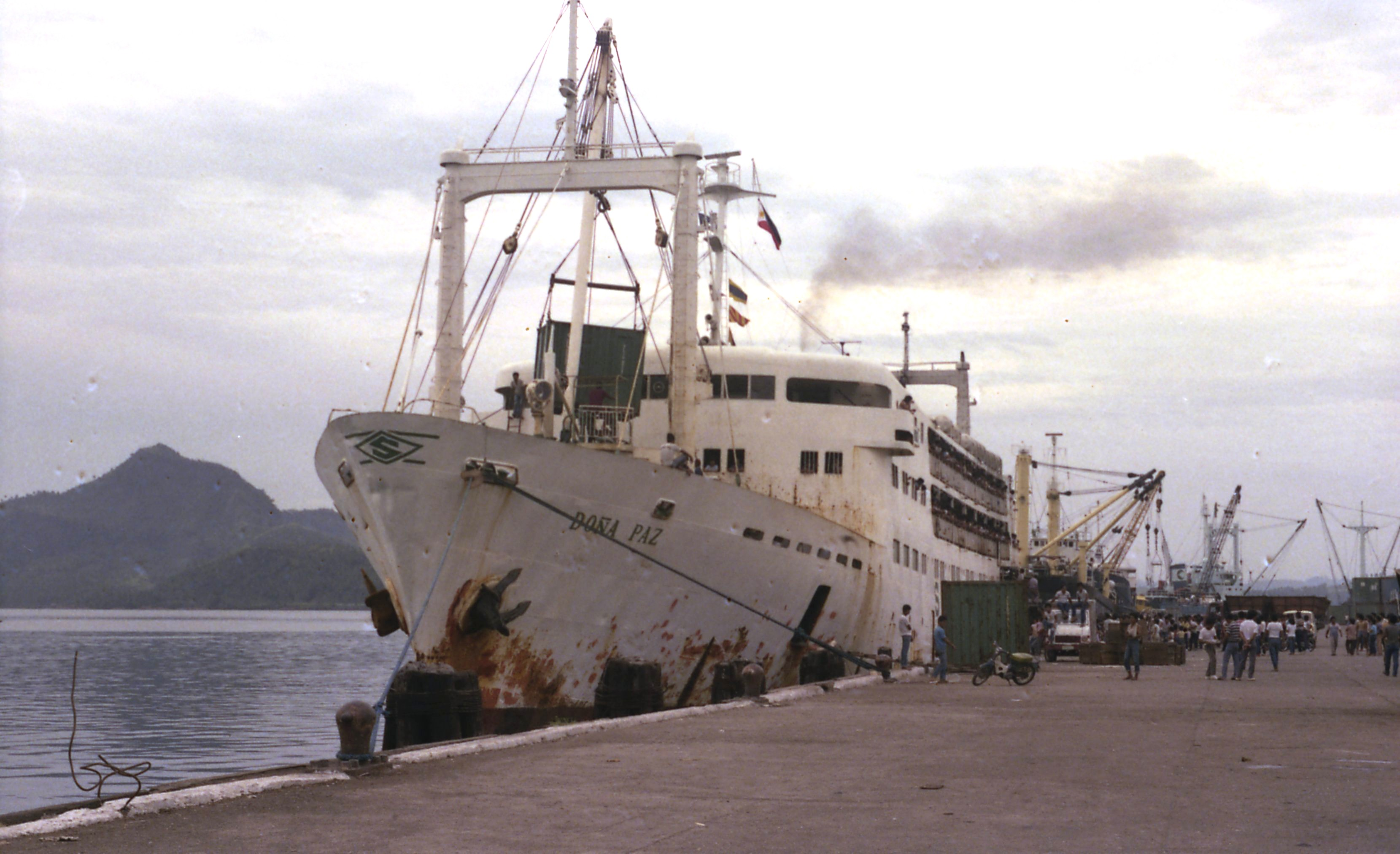
Пассажирский паром «Донья Пас», крушение которого 20 декабря 1987 года стало крупнейшей морской катастрофой в истории человечества.

Sulpicio Lines — общее название Филиппинской испанской азиатской судоходной компании на Филиппинах.
Деятельность «Sulpicio Lines» была приостановлена Maritime Industry Authority правительства Филиппин в 2008 году после крушения парома «Принцесса звёзд». После возобновления деятельности компания сменила название на «Филиппинская испанская азиатская судоходная компания».
«Sulpicio Lines» владело паромом «Донья Пас», который 20 декабря 1987 года столкнулся с танкером «Вектор» При этом погибло примерно 4375 человек, что делает эту морскую катастрофу крупнейшей в мирное время. По состоянию дел на 2013 год суда компании фигурировали в пяти серьёзных катастрофах, в которых погибло более 5000 человек.

## Катастрофы с судами компании
- 1987 — «Донья Пас»
- 1988 — «Донья Мэрилин»[англ.]
- 1998 — «Принцесса Ориента»[англ.]
- 2008 — «Принцесса звезд» (англ. MV Princess of the Stars)
- 2013 — столкновение парома «MV Sulpicio Express Siete» с паромом «Святой Фома Аквинский»[англ.].